# Сейба (Пуэрто-Рико)
Сейба (исп. и англ. Ceiba) — город и муниципалитет в Пуэрто-Рико.

## География
Город находится на северо-востоке острова, на побережье Атлантического океана, севернее города Нагуабо, южнее Фахардо и восточнее Рио-Гранде. Административно он разделён на 6 районов и городской центр Сейба-Пуэбло (Ceiba Pueblo). Входит в городской ареал Фахардо. Город окружён мангровыми лесами.
Близ Сейбы до 2004 года была расположена авиабаза американских ВВС Рузвельт (Roosevelt Roads Naval Station).

## История
Сейба была основана 7 апреля 1838 года при губернаторе Луисе де ла Крусе. Своё название получила от индейского слова, означающего одну из распространённых в этой местности древесных пород сейба.
В Сейбе много лет жил знаменитый каталонский виолончелист Пау Казальс.